# Silvia Schachermayer

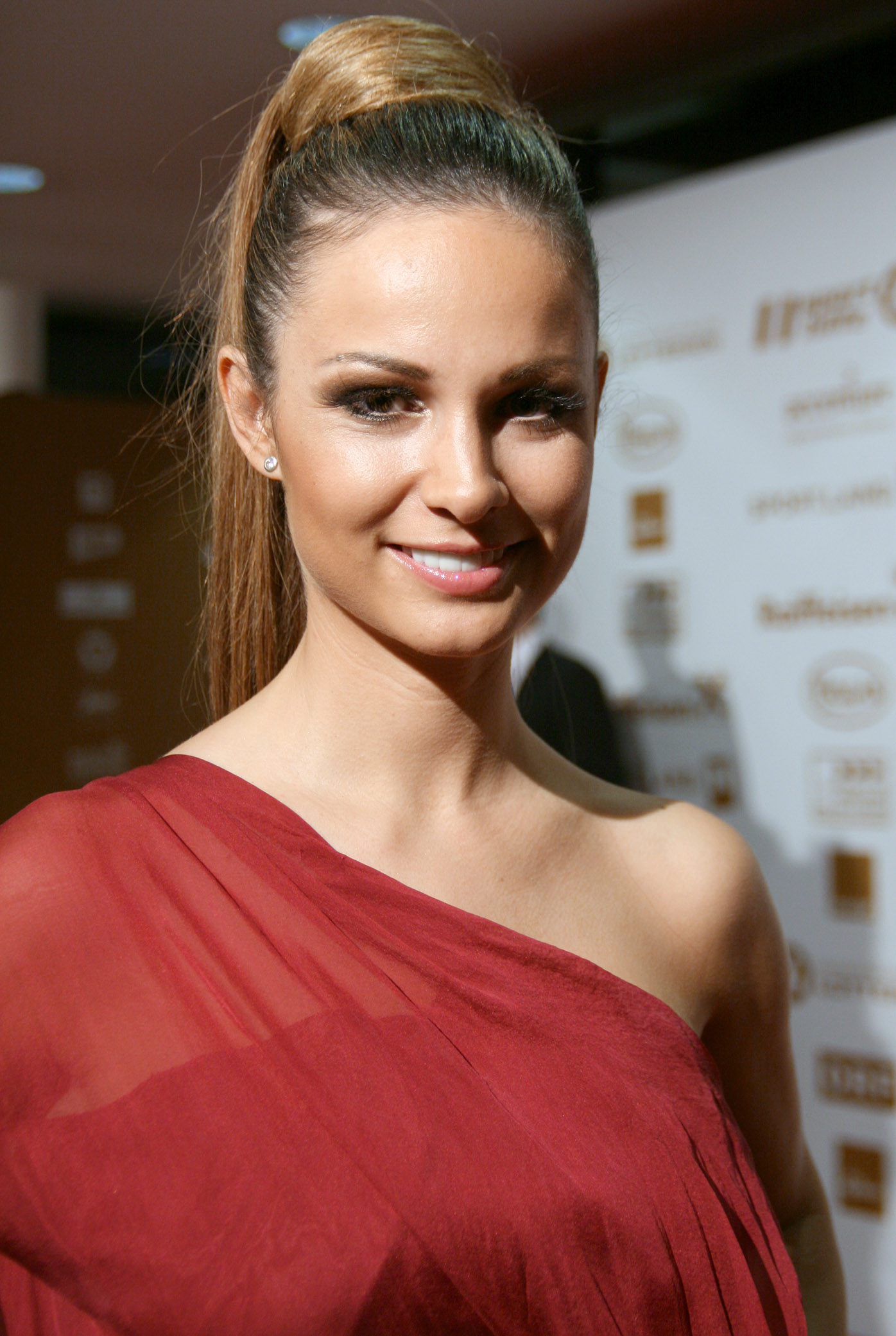
Silvia Hackl (2011)

Silvia Schachermayer (* 23. Februar 1983 in Linz, Oberösterreich als Silvia Hackl) ist ein österreichisches Model, Playboy-Playmate und die Miss Austria 2004.

## Leben und Karriere
Am 27. März 2004 wurde die Oberösterreicherin Silvia Hackl im Casino Baden zur Miss Austria gekürt. Sie setzte sich als Miss Oberösterreich gegen 18 Mitbewerberinnen durch und trat die Nachfolge von Tanja Duhovich an. Sie nahm an der Wahl zur Miss World 2004 in Sanya (Hainan) in der Volksrepublik China teil, erreichte jedoch nicht das Semifinale. Nach zahlreichen Engagements in der Modebranche und Werbung gründete sie das Projekt Miss Austrias on Tour, bei dem Missen für gemeinsame Auftritte bei Veranstaltungen vermittelt werden. Im Januar 2005 war Hackl das Monats-Playmate in der deutschen Playboy-Ausgabe.
Sie wurde von Isabella Stangl als Miss Austria abgelöst.
2012 heiratete sie den Unternehmer Josef Schachermayer und übernahm die Geschäftsführung der Miss Austria Corporation. 2019 wurde sie Life Coach.